# Dimidium

Plakat NASA

Dimidium (51 Pegasi b, nieoficjalnie „Bellerofont”) – planeta pozasłoneczna orbitująca wokół gwiazdy Helvetios (51 Pegasi). Pierwszy odkryty gorący jowisz i pierwsza znana planeta, krążąca dookoła gwiazdy podobnej do Słońca.

## Nazwa
Nazwa planety została wyłoniona w publicznym konkursie w 2015 roku. Pochodzi ona z łaciny i oznacza „pół”, co odnosi się do masy planety (około pół masy Jowisza). Nazwę tę zaproponowali członkowie Towarzystwa Astronomicznego z Lucerny (Astronomische Gesellschaft Luzern) ze Szwajcarii.

## Odkrycie
6 października 1995 dwaj astronomowie z Obserwatorium Genewskiego – Michel Mayor i Didier Queloz ogłosili odkrycie planety krążącej wokół 51 Pegasi. Dokonali tego za pomocą bardzo czułego spektroskopu, przy pomocy metody badania zmian prędkości radialnej. Było ono poprzedzone prowadzonymi od marca 1994 poszukiwaniami obiektów wokół gwiazd typów widmowych G – K. Odkrycie potwierdzono 6 dni później – 12 października 1995.

## Charakterystyka fizyczna
Dimidium jest najprawdopodobniej gazowym olbrzymem o masie minimalnej równej 0,468 MJ (choć początkowo spekulowano, że jest to planeta typu ziemskiego). Jeżeli planeta krąży w płaszczyźnie równika swojej gwiazdy, to jej rzeczywista masa jest istotnie bliska 0,5 MJ. Obserwacje nową techniką pozwoliły ustalić rzeczywistą masę, nachylenie orbity oraz albedo. Masa planety wynosi około połowę masy Jowisza, nachylenie orbity to około dziewięć stopni względem Ziemi. Natomiast średnica jest większa niż Jowisza, a planeta ma spore albedo. Widmo odbite od 51 Pegasi b w świetle widzialnym udało się zarejestrować za pomocą teleskopu o średnicy 3,6 metra. Astronomowie użyli spektrografu HARPS w Obserwatorium La Silla w Chile.
51 Peg b okrąża swoją gwiazdę w odległości ok. 0,052 j.a. w czasie około 4,23 doby po niemal idealnie okrągłej orbicie. Przypuszczalnie planeta skierowana jest do swojej gwiazdy zawsze tą samą stroną. Na jej powierzchni panuje temperatura ok. 1300 °C. Szacuje się, że mimo bliskości do gwiazdy macierzystej 51 Pegasi b jest wystarczająco masywna, by utrzymywać swoją grubą atmosferę, nie pozwalając na wypchanie jej w przestrzeń poprzez silny wiatr gwiazdowy.